# نجا صغيرة
نجا صغيرة أو حامول (الاسم العلمي: Najas minor) هي نوع من النباتات تتبع جنس النجا من فصيلة الحب المائية.